# Pedro IV de Ribagorza
Pedro de Aragón y Anjou (Barcelona, 1305 - Pisa, 4 de novembro de 1381) foi um nobre aragonês, membro da Casa de Barcelona.

## Biografia
Era o oitavo filho de Jaime II e Branca de Anjou, destacou-se pela cultura e pelos hobbies literários e artísticos. Ele gozava de grande prestígio na corte romana.
Em 1319, seu irmão mais velho, Jaime de Aragão e Anjou, renunciou aos direitos de primogenitura ao entrar para a vida religiosa, da qual seu irmão Afonso foi declarado herdeiro. Seu pai o investiu no condado de Ribagorza e nos baronatos valencianos de Gandía e Pego, em 1322. Pouco depois, quando seu irmão Afonso partiu para a expedição à Sardenha (1323), ele tentou em vão levar seu pai a nomear um eventual sucessor deste último (que, no entanto, já tinha um herdeiro, o futuro Rei Dom Pedro IV, o Cerimonioso), em antecipação à sua morte durante a conquista da ilha. Mas essa manobra não manchou as relações dele com seu pai e irmão. Prova disso, em 1325 Jaime II cedeu-lhe o condado de Ampúrias e o enviou como embaixador em Roma para negociar a remissão do censo da Sardenha. Durante a campanha da Sardenha, Pedro serviu provisoriamente e corretamente como procurador-geral dos Reinos. Em 1325 Jaime II, a pedido de sua nora Teresa de Entença, esposa de Afonso, e da Rainha Elisenda de Moncada, nas Cortes de Zaragoza, declarou seu primogênito herdeiro da Coroa, caso Afonso morresse, o futuro Pedro IV o Cerimonioso. O rei compensou Pedro com o concelho de Ampurias, que posteriormente trocaria com o irmão mais novo, Ramón Berenguer, pelo concelho da Serra de Prades. Foi-lhe também incumbido de localizar em Valência o infante Jaime, que abandonara os seus hábitos religiosos. Em Les Fonts del Perelló fundou um hospital, de onde surgiu a futura cidade de L'Hospitalet de l'Infant.
Com a morte de Jaime II (1327), ele cuidou dos preparativos para a solene coroação de seu irmão, Afonso IV, em Saragoça (1328), e, em seu nome, mediou a paz entre a Sicília e Nápoles em Avinhão, em 1328.
Após a morte de Afonso IV (1336), tornou-se conselheiro e homem de confiança de seu sobrinho, o jovem Pedro, a quem afastou da influência do Arcebispo de Saragoça Pedro de Luna e se inclinou para uma solução negociada no conflito que havia abre com a sua madrasta, Rainha Leonor, e os seus meio-irmãos, Fernando e João. Ele dissuadiu o Rei de invadir Castela e perseguir a Rainha D. Leonor, ou de lutar contra Pedro de Ejérica, que a protegia. Ele se encarregou de resolver pacificamente o problema gerado pelas doações de Afonso IV ao Infante Fernando.
As grandes questões políticas não o impediram de cuidar dos seus condados, particularmente o de Ampúrias, que fortificou para se defender dos ataques de piratas muçulmanos, e cuja capital, Castellón, embelezou (com obras no palácio do condado e na igreja) e dotou de privilégios e concessões comerciais. Porém, em 1341 ele o trocou pelo condado de Prades com seu irmão Ramón Berenguer.
Tomou partido para que Urbano V, Papa de Avinhão, pudesse entrar em Roma, cidade em que foi Papa durante quase três anos, antes de ter de regressar a Avinhão.
Quando ficou viúvo, fez testamento (10 de novembro de 1358), renunciou aos condados em favor dos filhos e professou na ordem franciscana no convento de São Francisco de Barcelona. Apesar disso, quando as circunstâncias o exigiam, ele ainda interveio na vida política e militar. Assim, enquanto o Rei esteve detido em Aragão em 1364-1365, Pedro teve que deixar o convento e participou, juntamente com o herdeiro do Trono, o Infante João, na defesa das terras valencianas contra as tropas de Pedro I, el Cruel, e fez arranjos na corte papal de Avinhão para facilitar a contratação das Companhias Brancas de Bertrand du Guesclin (1365).
Em 1380, o Infante João, partidário do Papa de Avinhão, secretamente manobrou para impedi-lo de receber o chapéu cardinalício das mãos do Papa de Roma Urbano VI. Morreu em Pisa, a caminho de Roma, onde se encontraria com o papa, em 4 de novembro de 1381, e foi sepultado no convento franciscano desta cidade. Seus restos mortais foram transferidos para o convento de San Francisco de Valencia em 1391.

## Matrimônio e descendência
Casou-se em Castelló d'Empúries com Joana de Foix, filha de Gastão I de Foix e de Joana de Artois em 12 de maio de 1331. Deste matrimônio nasceram:
- Afonso I de Gandia (1332 - 1412), II conde de Ribagorza, senhor de Gandía, marquês de Vilhena e conde de Denia. Casou-se com Violante Díaz de Arenós, com descendência.
- Leonor de Aragão (1333 - 1416), rainha-consorte do Chipre, casada com Pedro I de Chipre, com descedência.
- João de Aragão e Foix (1335 - 1414), conde de Prades. Casou-se com Sancha Ximénez di Arenós, com descendência.
- Jaime de Aragão e de Foix (1341 - 1396), pseudocardeal e bispo de Valência.